# Arcuphantes orbiculatus
Arcuphantes orbiculatus är en spindelart som beskrevs av Saito 1992. Arcuphantes orbiculatus ingår i släktet Arcuphantes och familjen täckvävarspindlar. Inga underarter finns listade i Catalogue of Life.